# Großsteingrab Süpplingenburg

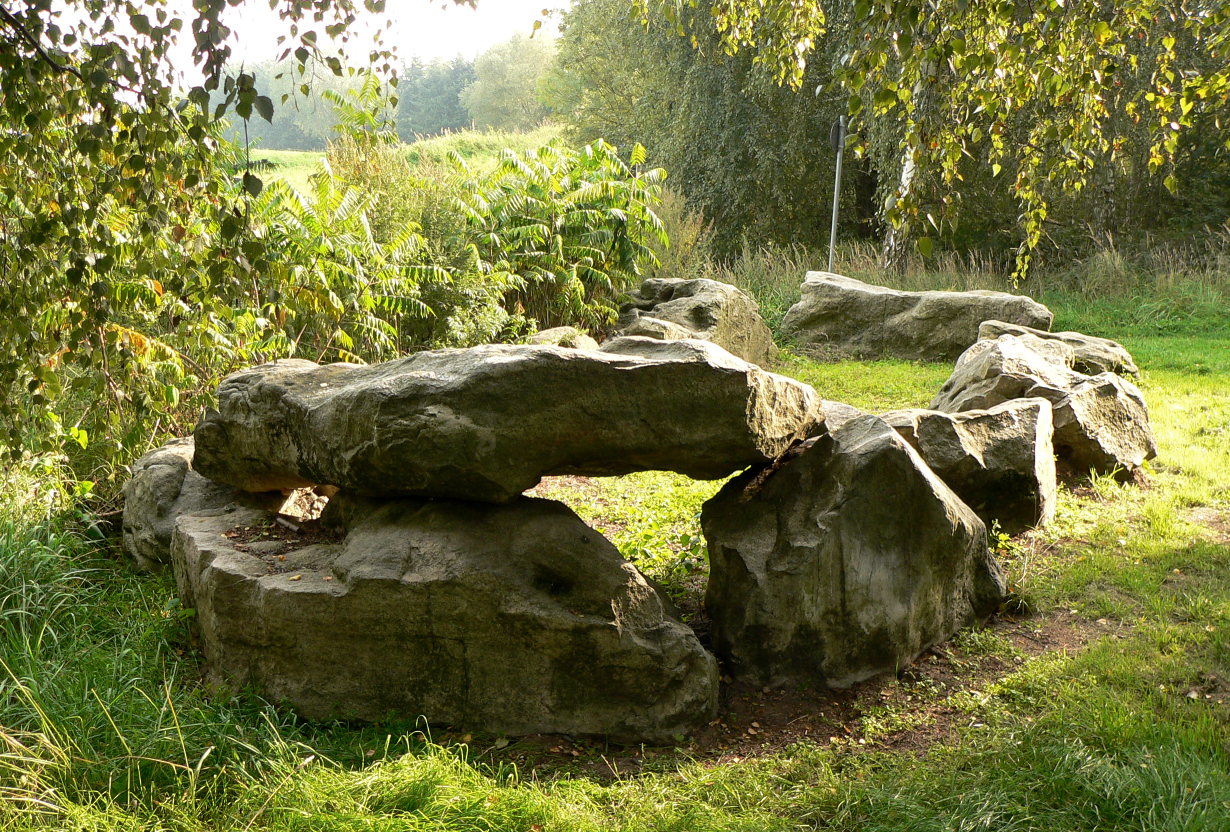
Seitliche Ansicht

Das Großsteingrab Süpplingenburg war eine Grabanlage der jungsteinzeitlichen Trichterbecherkultur zwischen Süpplingenburg und Emmerstedt im Landkreis Helmstedt in Niedersachsen. Sie befindet sich heute am Rande des Sandteichs in Süpplingenburg.
Das Großsteingrab wurde 1976 von einem Landwirt beim Pflügen eines Feldes zwischen Süpplingenburg und Emmerstedt entdeckt. In den Jahren 1977 und 1978 erfolgten Untersuchungen durch den Braunschweiger Bezirksarchäologen Hartmut Rötting. Von der Grabanlage fanden sich 14 Steinblöcke aus ortstypischem Knollenquarzit. Die Ausgrabungen ergaben, dass die Steine bereits im Mittelalter oder in der Neuzeit verlagert und versenkt worden sind, weil sie die Feldbestellung behinderten. Es wird vermutet, dass das Grab aus fünf Paaren von Trägersteinen bestand.
Bei den Ausgrabungen wurden zerstörte Urnengefäße aus Ton mit Leichenbrand geborgen. Ein verziertes Tongefäß ermöglichte eine Datierung des Großsteingrabes aus der Zeit um 3500 v. Chr. Am Rande der Grabstelle fanden sich zwei Urnen aus dem 3. Jahrhundert n. Chr. Das weist darauf hin, dass der steinzeitliche Grabhügel noch Jahrtausende später als Bestattungsplatz genutzt wurde.
Von den 14 festgestellten Steinblöcken wurden 12 Blöcke im Jahr 1982 an den Sandteich in Süpplingenburg transloziert. Eine originalgetreue Rekonstruktion der Anlage war aufgrund ihrer bereits an der Fundstelle erfolgten Störung nicht mehr möglich.